# 先驱者4号
先驱者4号是美國首個成功脫離地球引力範圍的月球探測器。先驱者4号是先鋒計劃的一部份，在1959年搭載於朱諾二號運載火箭之上發射到月球飛掠的軌跡，並進入日心軌道。